# Madeleine Carroll

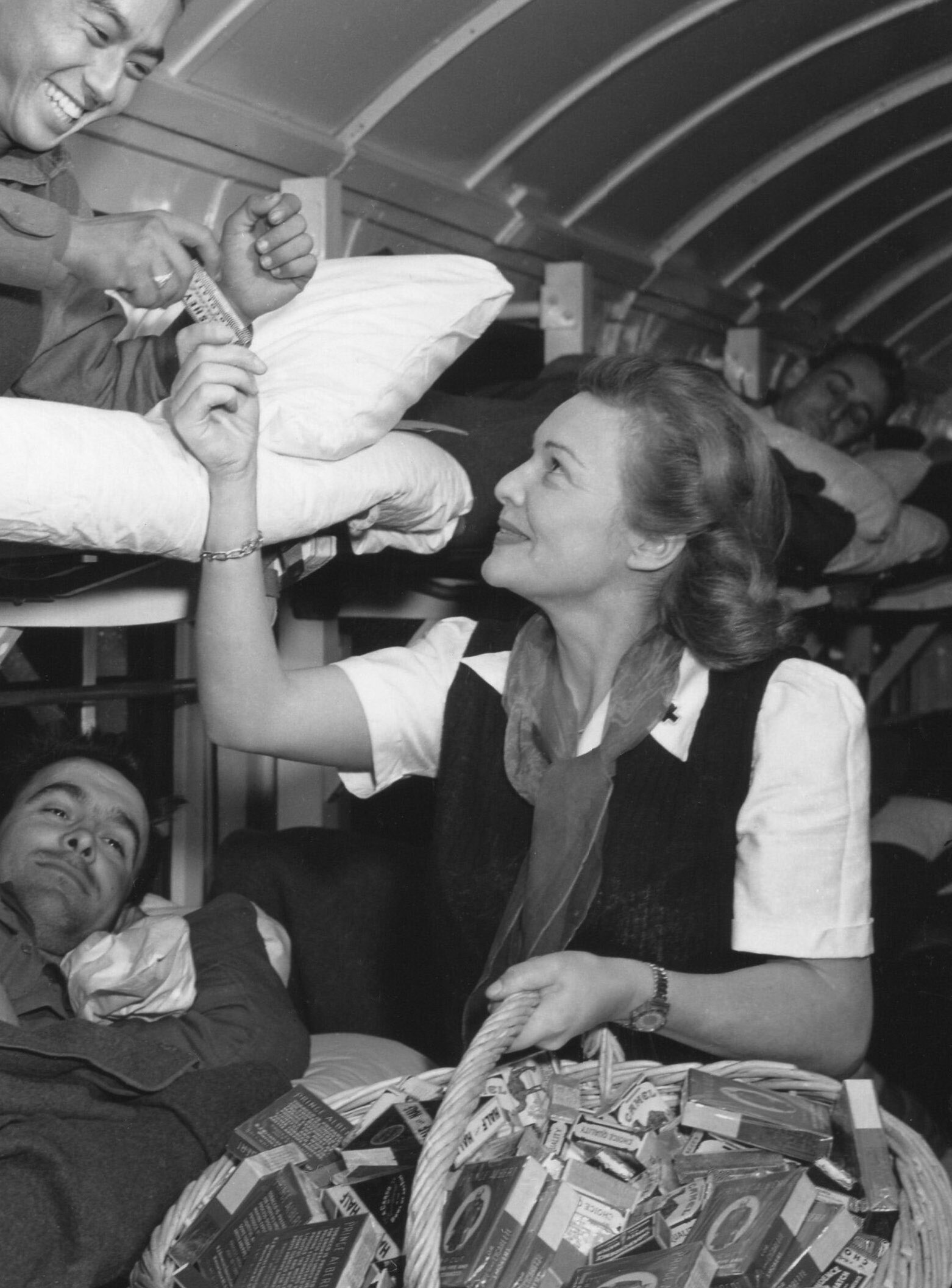
Madeleine Carroll mit US-Soldaten (1944)

Madeleine Carroll (* 26. Februar 1906 in West Bromwich, England, als Marie-Madeleine Bernadette O’Carroll; † 2. Oktober 1987 in Marbella, Spanien) war eine britische Schauspielerin. Populär wurde sie in den späten 1930er und 1940er Jahren durch ihre Mitwirkung in Filmen aus US-amerikanischer Produktion.

## Leben
Madeleine Carroll arbeitete nach ihrem Studium eine Zeitlang als Lehrerin für Französisch und galt als eine der besten Hockeyspielerinnen ihrer Zeit. Nebenbei arbeitete sie als Model und Bühnenschauspielerin, worauf sie erste kleine Rollen in britischen Filmen erhielt. Ihre außergewöhnliche Schönheit verhalf ihr bald zu großer Popularität, die ihren Gipfel in zwei Filmen unter der Regie von Alfred Hitchcock erreichte, Die 39 Stufen und Geheimagent. Die Schauspielerin schuf damit zum ersten Mal einen Rollentypus, der später oft in Hitchcock-Filmen vorkam: die Blondine mit unterkühltem Äußeren, aber leidenschaftlichem Gefühlsleben.
Produzent Walter Wanger holte die Schauspielerin nach Amerika, wo sie 1936 durch ihr Mitwirken in den Filmen The Case Against Mrs. Ames, Der General starb im Morgengrauen und insbesondere Signale nach London zum Star aufstieg. Ihrer besonderen Fähigkeit, historische Kostüme zu tragen, verdankte sie eine ihrer bekanntesten Rollen, nämlich die der Prinzessin Flavia in Der Gefangene von Zenda aus dem Jahr 1937. Die Dreharbeiten waren nicht ganz einfach, da sowohl Ronald Colman als auch Carroll jeweils ihre linke Gesichtshälfte in Profilaufnahmen zeigen wollten.
Den endgültigen Durchbruch in Hollywood brachte der Schauspielerin 1939 der Wechsel zu Paramount, wo sie gemeinsam mit Fred MacMurray unter der Regie von Edward H. Griffith insgesamt vier Komödien drehte, die allesamt erfolgreich waren. Fünfmal stand sie gemeinsam mit Fred MacMurray vor der Kamera. Während ihrer aktiven Zeit bei Paramount gab es wiederholt Beschwerden über ihre Arbeitsmoral und ihr Phlegma, was sie nicht unbedingt zu den beliebtesten Kolleginnen auf dem Studiogelände machte. Bei den Dreharbeiten zu Virginia lernte Carroll den zehn Jahre jüngeren Schauspieler Sterling Hayden kennen (damals noch als Stirling Hayden angekündigt), den sie kurz danach heiratete. 
Im Jahr 1941 lehnte die Schauspielerin die Mitwirkung in dem Film Die Falschspielerin ab, der ihr noch unter dem Arbeitstitel Two Bad Hats angeboten worden war. Kurze Zeit später zog sich Carroll von der Leinwand zurück, um sich nach dem Tod ihrer Schwester im Bombenhagel auf London Kriegswaisen aus England zu widmen. 1946 unternahm sie ein halbherziges Comeback, um danach mit den Stücken Kind Sir und Goodbye, My Fancy Erfolge am Broadway zu feiern. Die Schauspielerin lebte in ihren letzten Jahren zurückgezogen auf einer großen Apfelplantage in Frankreich und später in Marbella, Spanien. Sie war für die UNESCO tätig und wurde in die französische Ehrenlegion aufgenommen.
In erster Ehe war Carroll von 1931 bis 1939 mit Philip Astley verheiratet. Ihre Ehe mit Sterling Hayden hielt von 1942 bis 1946. Von 1946 bis 1949 war sie mit dem Produzenten Henri Lavorel sowie von 1950 bis 1965 mit Andrew Heiskell verheiratet. Sie hinterließ eine Tochter.

## Filmografie (Auswahl)
- 1929: Atlantic
- 1933: Sleeping Car
- 1933: Ich war Spion (I Was a Spy)
- 1934: Das Leben geht weiter (The World Moves On)
- 1935: Mein Herz der Königin (The Dictator)
- 1935: Die 39 Stufen (The 39 Steps)
- 1936: Geheimagent (Secret Agent)
- 1936: Mordprozess Harms (The Case Against Mrs. Ames)
- 1936: Der General starb im Morgengrauen (The General Died at Dawn)
- 1936: Signale nach London (Lloyd’s of London)
- 1937: Der Gefangene von Zenda (The Prisoner of Zenda)
- 1937: It’s All Yours
- 1937: Gehn wir bummeln (On the Avenue)
- 1938: Blockade
- 1939: Honeymoon in Bali
- 1939: Cafe Society
- 1940: Die scharlachroten Reiter (North West Mounted Police)
- 1940: Safari
- 1940: Die Irrwege des Oliver Essex (My Son, My Son!)
- 1941: Virginia
- 1941: Bahama Passage
- 1941: One Night in Lisbon
- 1942: Geliebte Spionin (My Favorite Blonde)
- 1947: White Cradle Inn
- 1948: Der Pantoffelheld (An Innocent Affair)
- 1949: Lady Windermeres Fächer (The Fan)